# Festuca drymeja
Festuca drymeja là một loài thực vật có hoa trong họ Hòa thảo. Loài này được Mert. & W.D.J.Koch mô tả khoa học đầu tiên năm 1823.